# Тхор Борис Іванович
Борис Іванович Тхор (рос. Тхор, Борис Иванович; нар. 22 лютого 1929, станиця Ново-Ясеневська, Каневськой район, Краснодарський край, РРФСР, СРСР — пом. 19 липня 2009, Москва, Росія)) — російський і радянський архітектор. Заслужений архітектор Російської Федерації (1981).

## Життєпис
Народився у станиці Ново-Ясеневська, Краснодарський край.
Архітектурну освіту здобув у Московському архітектурному інституті.
В період 1959—2002 років — керівник архітектурної майстерні № 6 в ГУП «Моспроект-2».
Останній великий проект — Московський міжнародний бізнес-центр «Москва-Сіті» у співавторстві з іншими архітекторами.
Лауреат Державної премії СРСР.

## Вибрані твори
- Павільйон СРСР на Всесвітній виставці у місті Монреаль, 1967 р.
- Торговельний центр, Піцунда
- спорткомплекс «Олімпійський»
- житловий район Сретенка, Москва, реконструкція
- житловий район Цвітний бульвар, Москва, реконструкція
- Московський міжнародний бізнес-центр «Москва-Сіті»

## Галерея

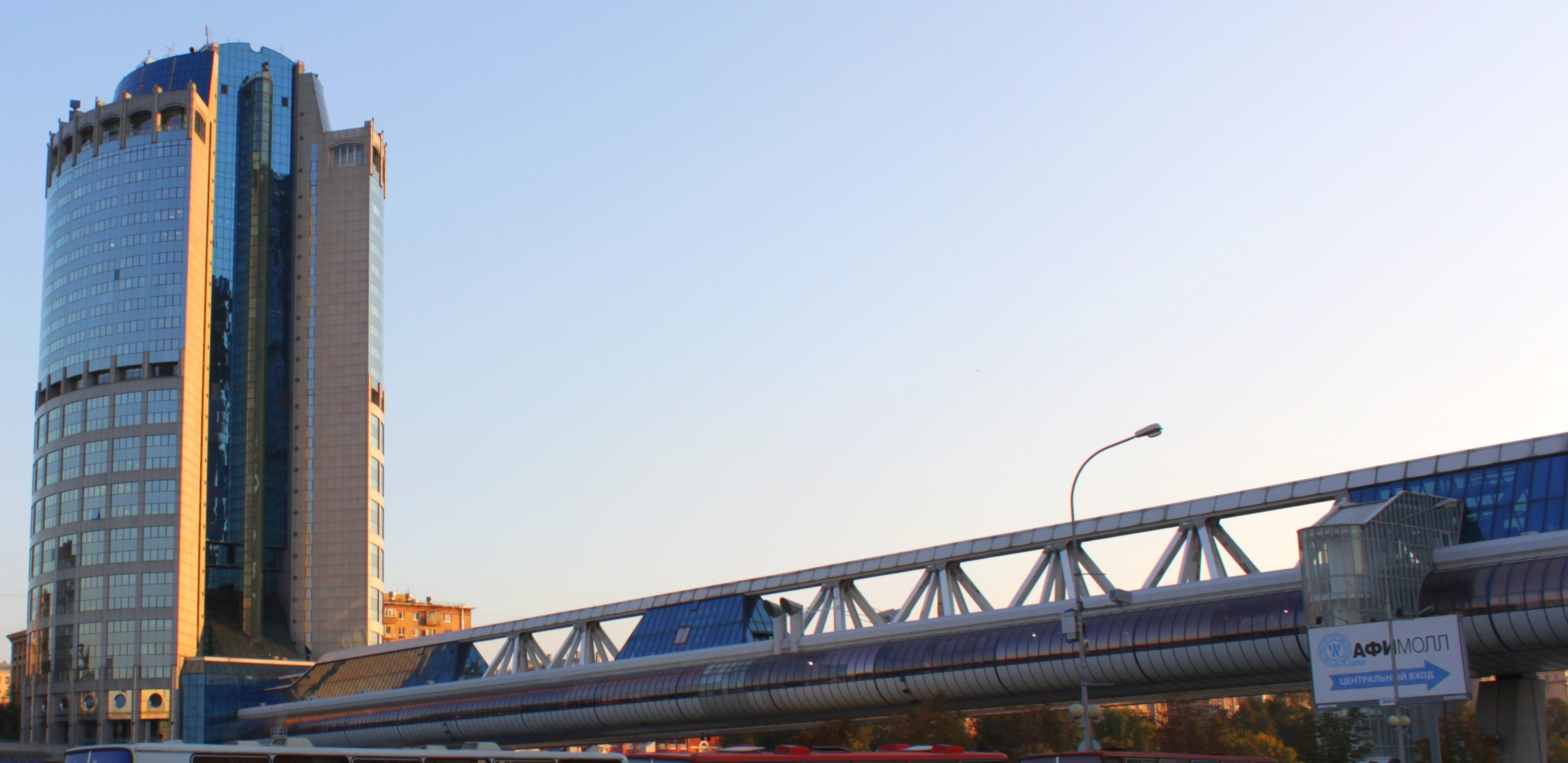
Москва-Сіті, Вежа 2000 та міст Багратіон.

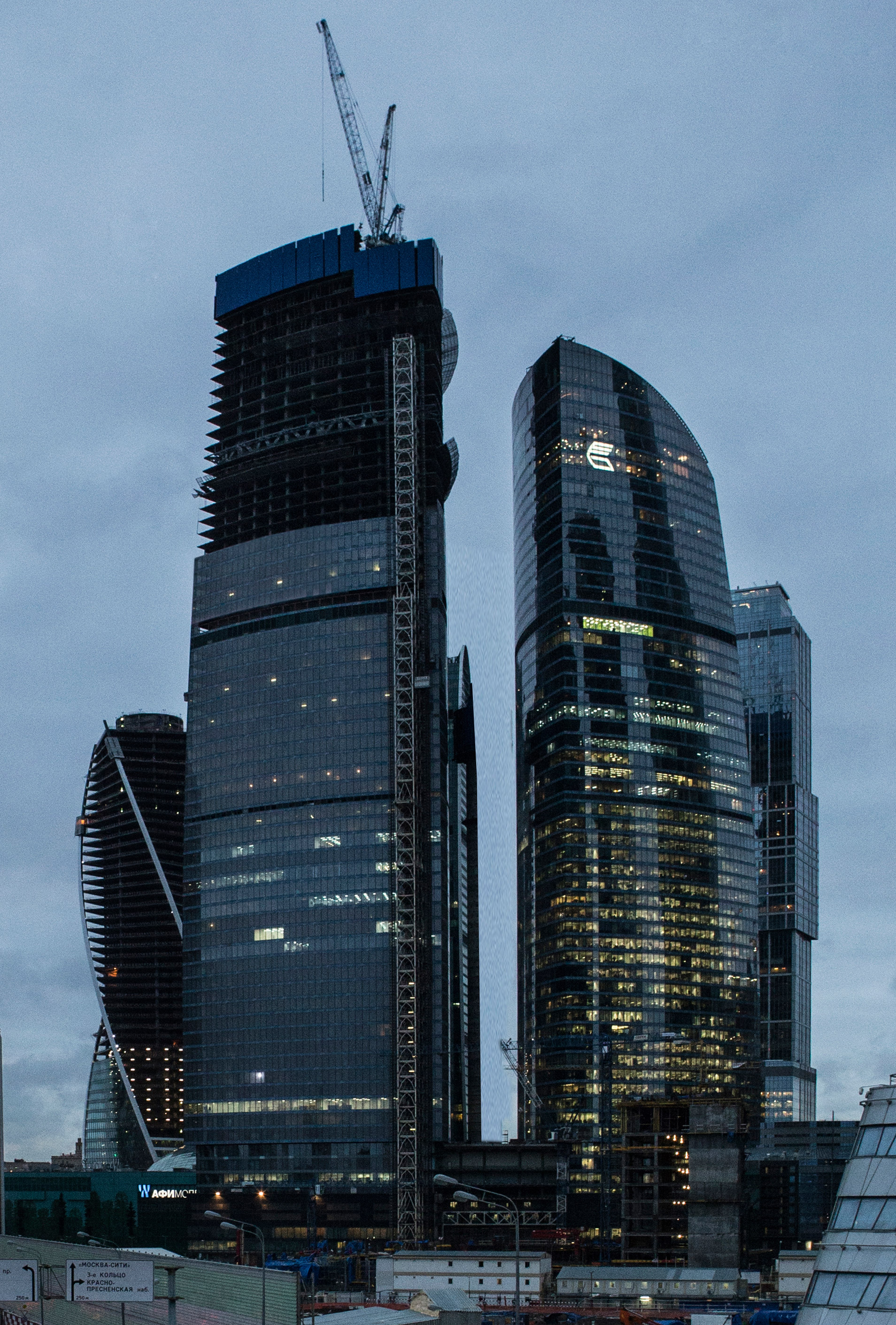
Москва-Сіті, Вежа «Федерація»
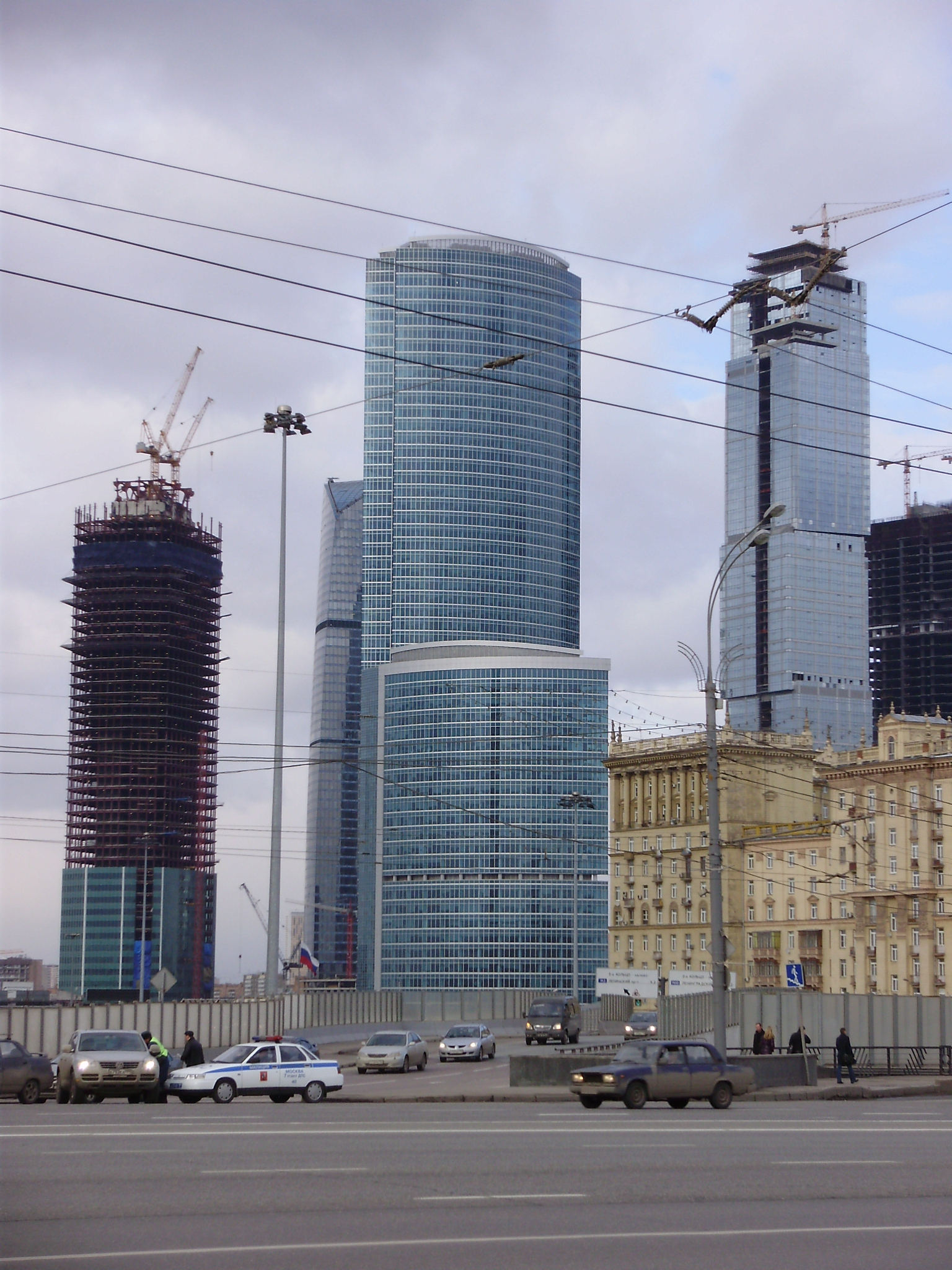
Забудова на 2 квітня 2009
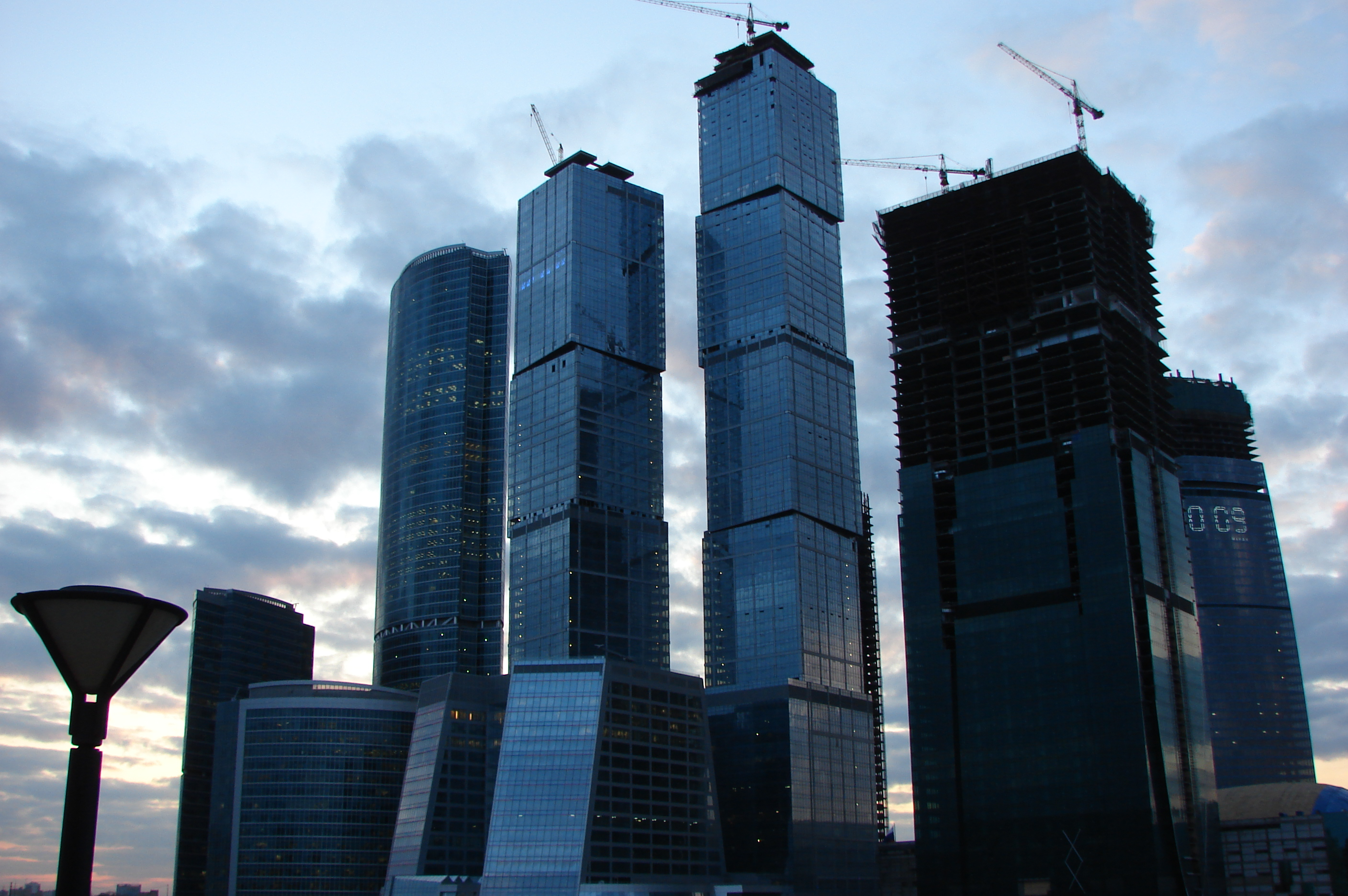
Забудова на 7 квітня 2009
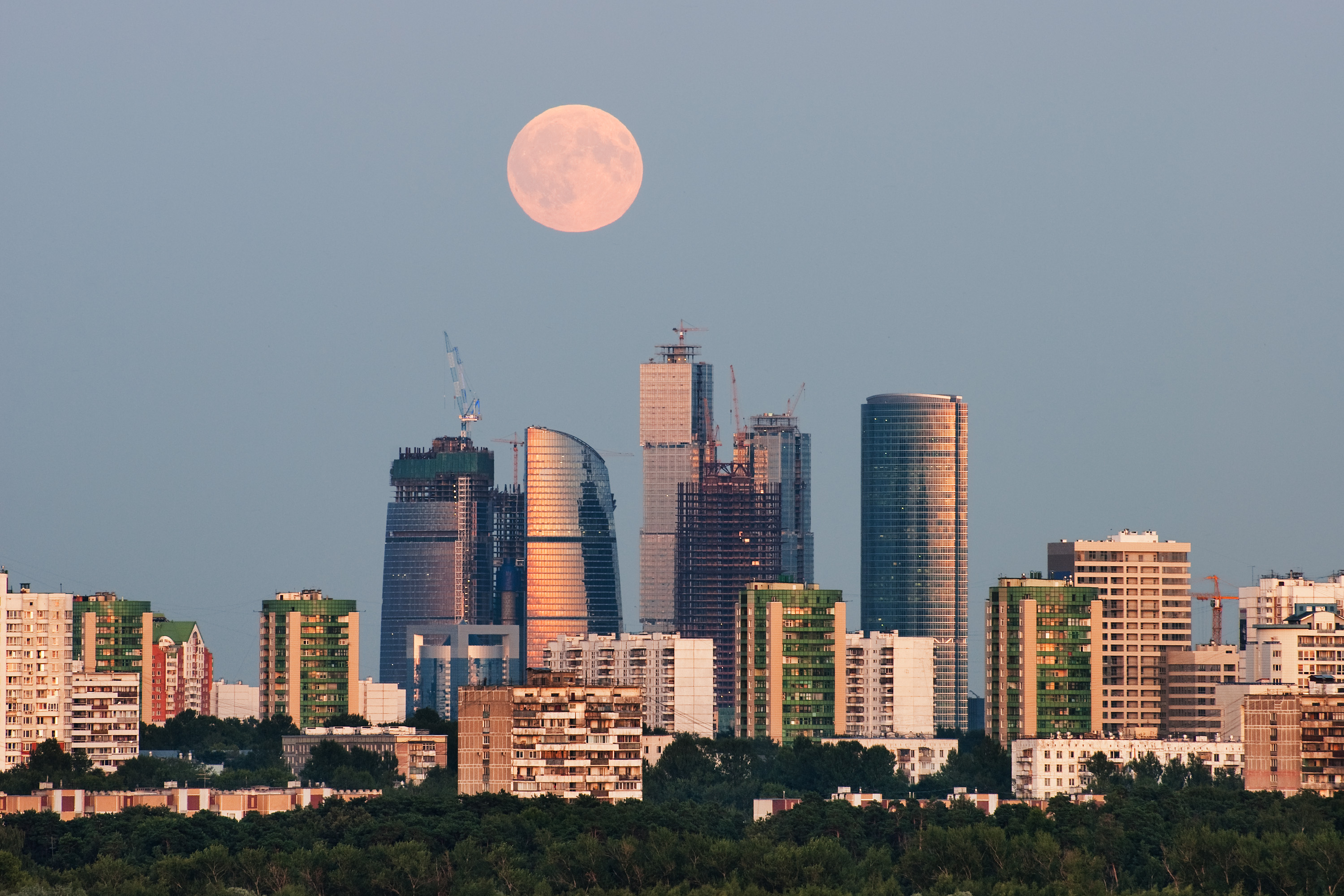
Забудова на 5 серпня 2009
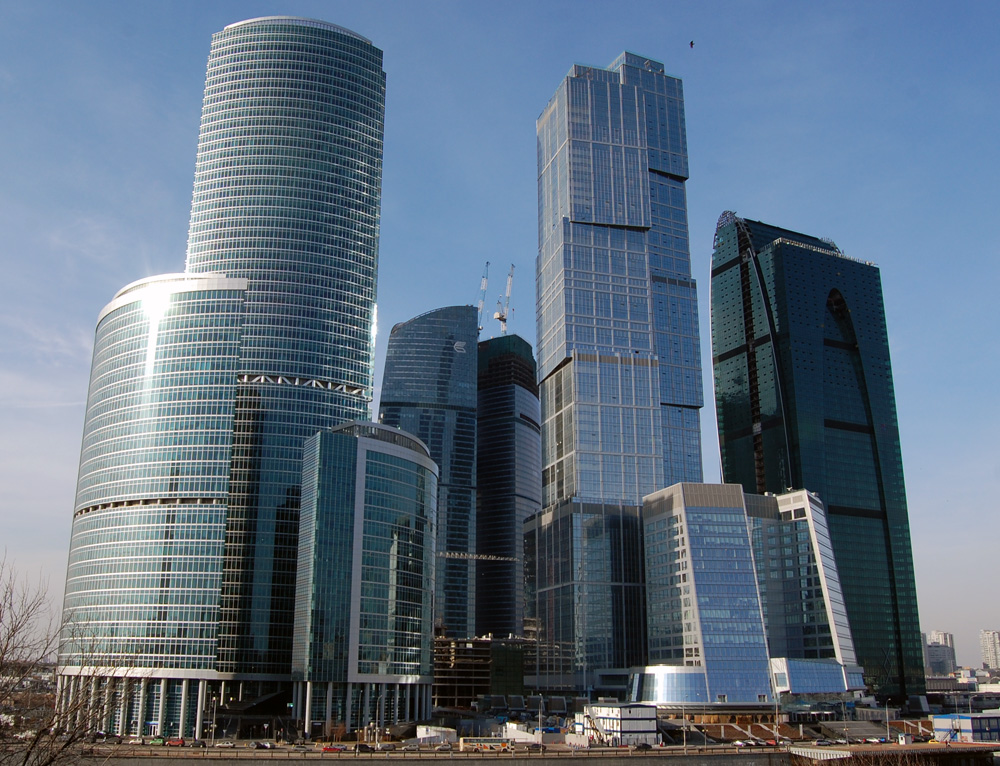
Забудова на 28 березня 2010
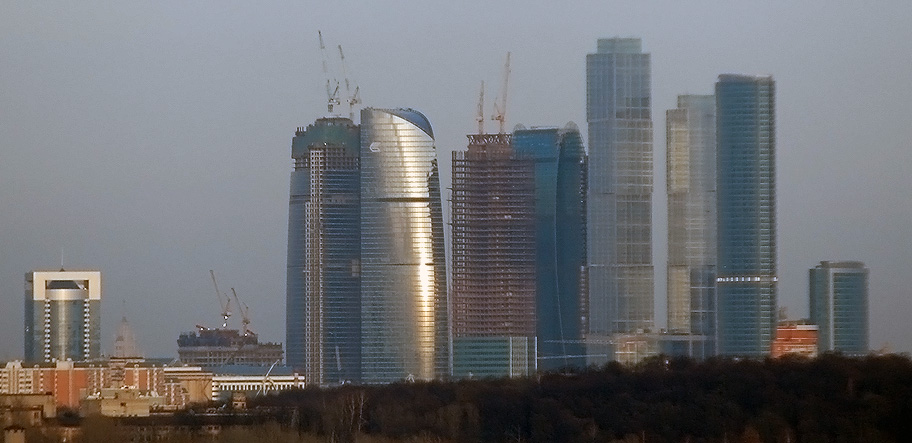
Забудова на 2 квітня 2010
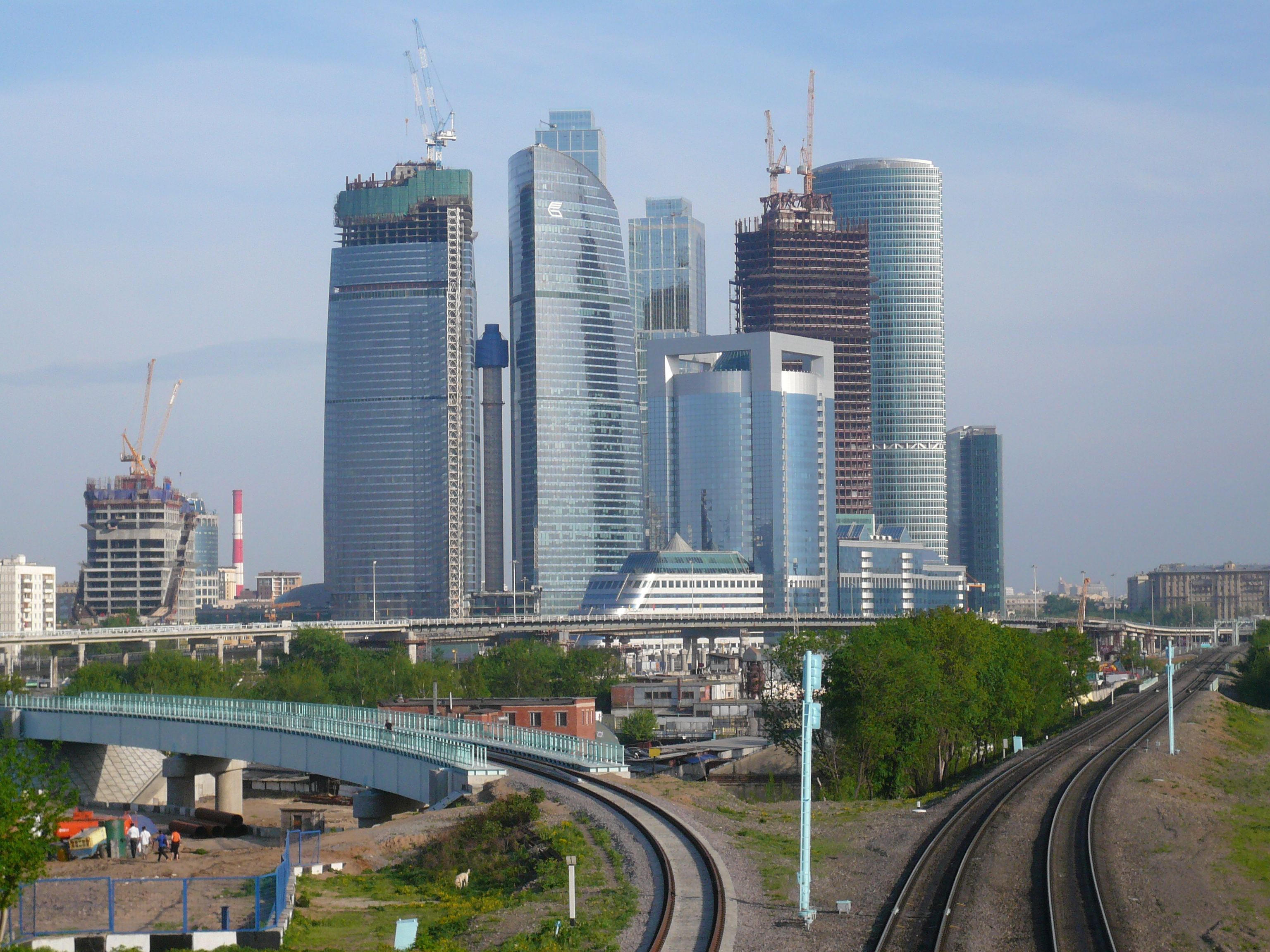
Забудова на 9 травня 2010
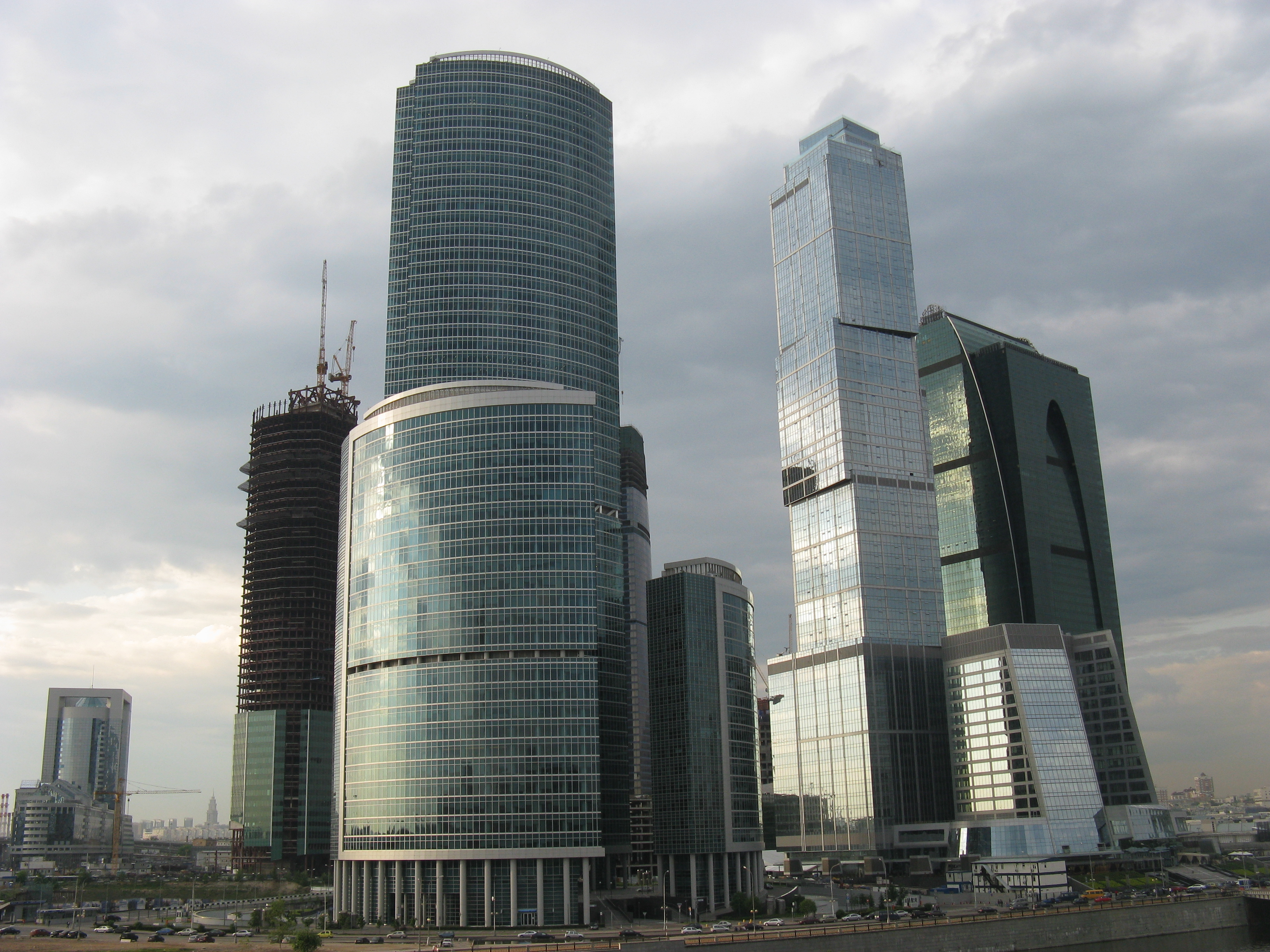
Забудова на 22 травня 2010
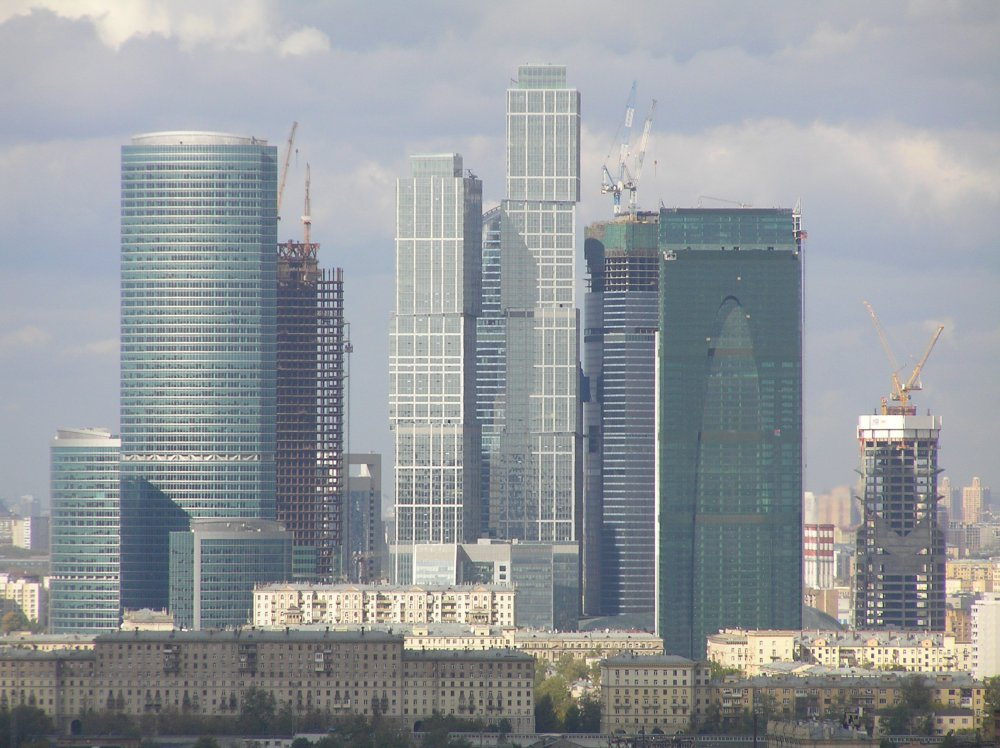
Забудова на 20 вересня 2010
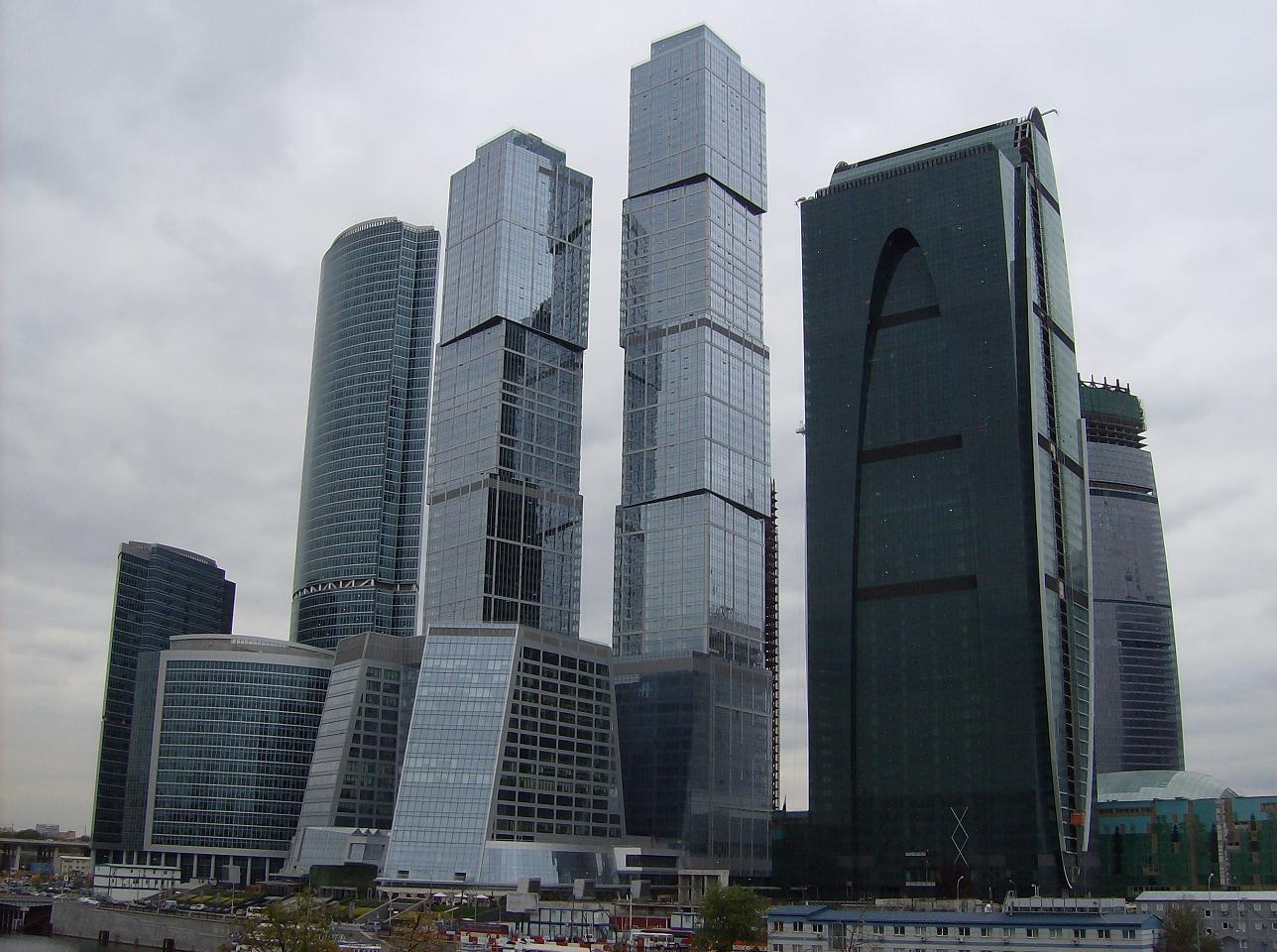
Забудова на 3 жовтня 2010
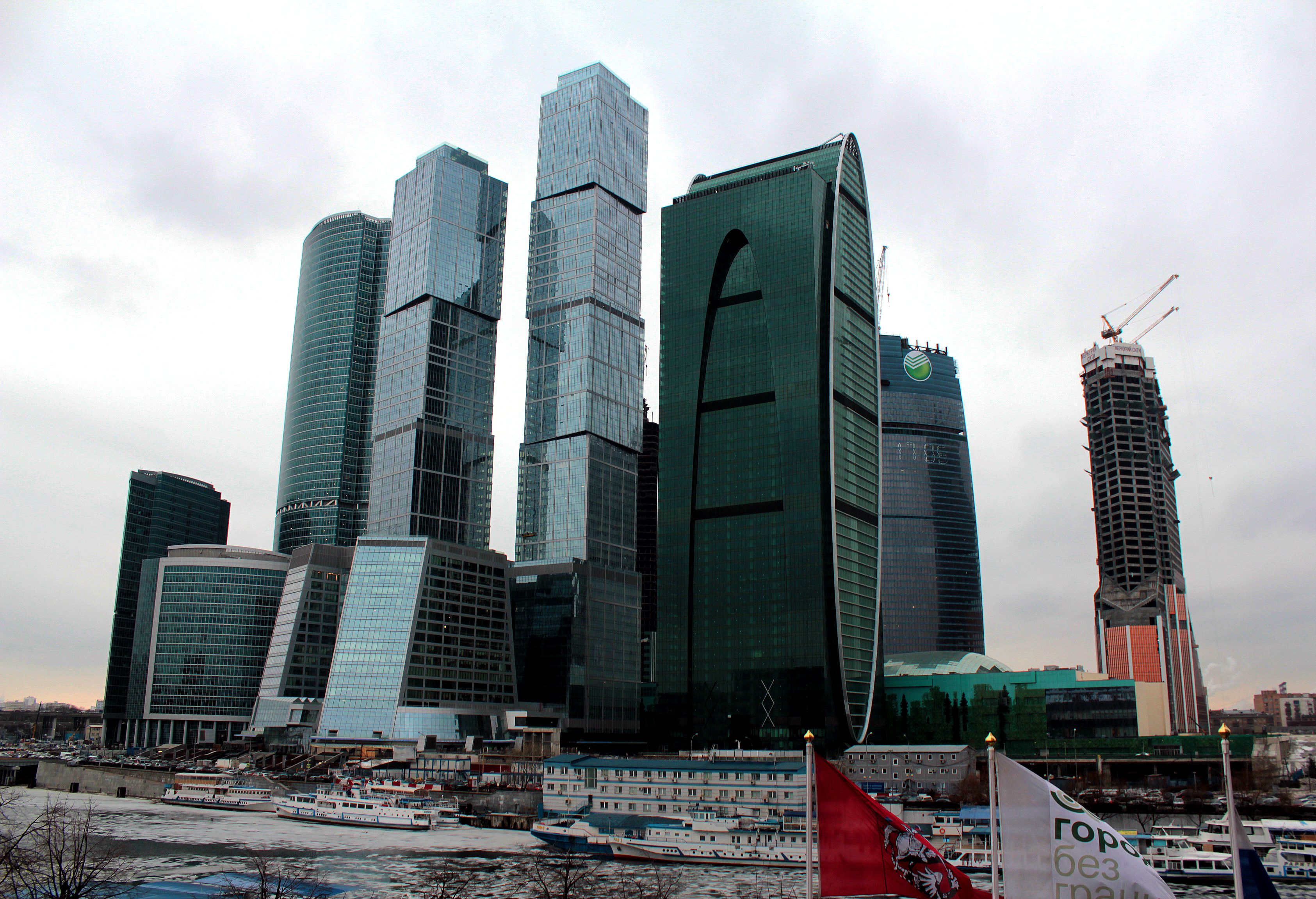
Забудова на 22 березня 2011